# Transsibiřský expres
Transsibiřský expres (ang. titul: Transsiberian) je kriminální a dramatický thriller z roku 2008 režírovaný Bradem Andersonem. Natočen byl v britsko-španělsko-německo-litevské koprodukci.

## Děj
Jessie a Roy cestují z Číny zpět domů do USA, avšak rozhodnou se cestu si zpestřit tím, že absolvují cestu po Transsibiřské magistrále. Ve vlaku se seznámí s jiným mladým párem Abby a Carlosem, kterým se později začnou zdát dost podezřelí a do toho všeho do vlaku nastupuje také šílený despotický ruský detektiv Grinko, který jde po drogách. To ještě nikdo neví, že právě Carlos se snaží drogy propašovat z Asie do centra Ruska. Když ovšem Carlos později nenápadně podstrčí drogy Jessie, má už Grinko na ni a Roye podezření a stávají se jeho hlavním zájmem, kdy již nelze z vlaku vystoupit — všude kolem sníh mrznoucí Sibiře, vlak v pohybu a dostat se z vězení Grinka bude obtížné.

## Obsazení
- Woody Harrelson – Roy
- Emily Mortimerová – Jessie
- Ben Kingsley – Grinko
- Kate Mara – Abby
- Eduardo Noriega – Carlos
- Thomas Kretschmann – Kolzak